# Бремен-Вегесак
Бремен-Вегесак або Бремен-Фегезак (нім. Bremen-Vegesack) — північний район Бремена, столиця німецької держави Вільне ганзейське місто Бремен (нім. Freie Hansestadt Bremen). Вегесак розташований приблизно за 20 км на північ від центру Бремена в гирлі річки Лезум, біля річки Везер. На північному заході до району Вегезак примикає район Блюменталь, на південному сході — район Бурглесум. Через річку Везер розташоване село Лемвердер у Нижній Саксонії, з'єднане з Вегесаком поромним сполученням.
Вегесак був заснований задовго до XIV століття. У той час гирло річки Лесум і невеликий струмок Ауе до річки Везер були кращим і захищеним причалом для вітрильних кораблів взимку або в штормові сезони. Таким чином, перші будівлі могли бути кількома майстернями, житлом і шинками для моряків. Після першої згадки про пором через Везер у XIV столітті назва «Вегесак» була вперше використана в 1453 році. Джерело та значення назви невідомі, але вона може походити від пабу «Thom Fegesacke».
За свою довгу історію Вегесак часто переходив з рук в руки. У 1648 році він став шведським, 1712 — данським, 1802 — бременським, а 1810 — французьким. У 1850 році Вегесак отримав привілеї міста, а в 1939 році знову став частиною міста Бремен.
З 1619 по 1623 рік у Вегесаку була побудована перша штучна гавань Німеччини і одна з перших в Європі. Причиною цього стало зростання мілководдя на річці Везер, через що великі вітрильні кораблі не могли дістатися до гавані Бремена. Потім товари перевантажували в гавані Вегесак на менші човни або гужовий транспорт і транспортували до Бремена. З появою нової гавані значення Вегесака швидко зросло.

## Уродженці Вегесака
- Герхард Рольфс
- Юрген Тріттін